# Fiorella Chiappe
Fiorella Chiappe y Madsen (* 1. Januar 1996 in Barcelona) ist eine argentinische Hürdenläuferin, die sich auf die 400-Meter-Distanz spezialisiert hat und zu Beginn ihrer Karriere im Siebenkampf an den Start ging.

## Sportliche Laufbahn
Erste internationale Meisterschaftserfahrungen sammelte Fiorella Chiappe im Jahr 2012, als sie bei den Jugendsüdamerikameisterschaften in Mendoza mit übersprungenen 1,71 s die Bronzemedaille im Hochsprung gewann und im Weitsprung mit 5,60 m den fünften Platz belegte. Zudem gewann sie mit der argentinischen Sprintstaffel (1000 m) in 2:13,95 min die Silbermedaille. Im Jahr darauf belegte sie bei den Jugendweltmeisterschaften in Donezk mit 5490 Punkten den sechsten Platz im Siebenkampf und wurde anschließend bei den Panamerikanischen Juniorenmeisterschaften in Medellín mit 5426 Punkten Vierte, ehe sie bei den Juniorensüdamerikameisterschaften in Resistencia mit 5452 Punkten die Goldmedaille. 2014 nahm sie an den Südamerikaspielen in Santiago de Chile teil und gewann dort mit 5568 Punkten die Silbermedaille hinter der Paraguayerin Ana Camila Pirelli. Anschließend erreichte sie bei den Juniorenweltmeisterschaften in Eugene mit 5183 Punkten Rang 19 und gewann bei den U23-Südamerikameisterschaften in Montevideo mit 5207 Punkten die Silbermedaille hinter der Kolumbianerin Evelis Aguilar.
2015 siegte sie mit 5242 Punkten bei den Juniorensüdamerikameisterschaften in Cuenca die Goldmedaille und gewann anschließend bei den Panamerikanischen Juniorenmeisterschaften in Edmonton mit 5313 Punkten die Silbermedaille. Im Jahr darauf konnte sie ihren Wettkampf bei den Ibero-Amerikanischen Meisterschaften in Rio de Janeiro nicht beenden und siegte anschließend mit 5149 Punkten bei den U23-Südamerikameisterschaften in Lima. 2017 gewann sie bei den Südamerikameisterschaften in Luque in 57,02 s die Bronzemedaille über 400 m Hürden hinter der Panamaerin Gianna Woodruff und Melissa González aus Kolumbien. Zudem belegte sie mit der argentinischen 4-mal-400-Meter-Staffel in 3:40,56 min den vierten Platz. Anschließend startete sie im Siebenkampf bei der Sommer-Universiade in Taipeh, konnte dort aber ihren Wettkampf nicht beenden. Im Jahr darauf nahm sie erneut an den Südamerikaspielen in Cochabamba teil und siegte dort in 56,39 s im Hürdenlauf und gewann in 3:35,96 min gemeinsam mit María Diogo, Valeria Barón und Noelia Martínez die Bronzemedaille im Staffelbewerb hinter den Teams aus Kolumbien und Chile. Anschließend siegte sie in 56,25 s auch bei den Ibero-Amerikanischen Meisterschaften in Trujillo und sicherte sich dort in 3:36,99 min die Silbermedaille mit der Staffel hinter dem portugiesischen Team. Daraufhin siegte sie in 56,25 s bei den U23-Südamerikameisterschaften in Cuenca und wurde mit der Staffel in 3:45,67 min Fünfte.
2019 gewann sie bei den Südamerikameisterschaften in Lima in 57,03 s erneut die Bronzemedaille, diesmal hinter der Kolumbianerin Melissa González und Gianna Woodruff aus Panama. Zudem gewann sie im Staffelbewerb in 3:36,76 min gemeinsam mit María Diogo, Valeria Barón und Noelia Martínez die Bronzemedaille hinter den Teams aus Kolumbien und Brasilien. Anschließend schied sie bei den Panamerikanischen Spielen ebendort mit 61,42 s im Vorlauf über die Hürden aus und belegte mit der Staffel in 3:41,39 min den siebten Platz.
In den Jahren 2013 und 2016 wurde Chiappe argentinische Meisterin im Weitsprung sowie 2018 und 2019 über 400 m Hürden.

## Persönliche Bestzeiten
- 400 m Hürden: 55,88 s, 8. Juli 2018 in Brüssel (argentinischer Rekord)
- Hochsprung: 1,76 m, 4. März 2017 in Buenos Aires
- Weitsprung: 6,25 m (+0,5 m/s), 5. März 2017 in Buenos Aires
- Siebenkampf: 5815 Punkte, 5. März 2017 in Buenos Aires (argentinischer Rekord)